# NGC 3915
NGC 3915 је лентикуларна галаксија у сазвежђу Девица која се налази на NGC листи објеката дубоког неба.
Деклинација објекта је - 5° 7' 5" а ректасцензија 11h 49m 24,2s. Привидна величина (магнитуда) објекта NGC 3915 износи 13,9 а фотографска магнитуда 14,8. NGC 3915 је још познат и под ознакама IC 2963, MCG -1-30-36, IRAS 11468-0450, other id: GSC 4937-1145 ?, PGC 36933.